# 문우빈
문우빈(1997년 3월 29일 ~)은 대한민국의 배우이다. 2003년 영화 아카시아로 데뷔했다.

## 활동

### 영화
- 2003년 <아카시아> ... 진성 역

## 수상
- 2002년 사진속 아이들 에메랄드상